# Шок и трепет (доктрина)
Шок и трепет (англ. Shock and awe) — военная доктрина, в основе которой лежит концепция «быстрого достижения преобладания». Применялась армией США в ходе кампании в Ираке. Разработана в 1996 году руководителем Института оборонных исследований и технологий Джеймсом Вэйдом и сотрудником Центра стратегических и международных исследований Харланом Ульманом.

## Основные положения[1]
- Целью являются не только вооружённые силы противника, но и «общество в широком понимании».
- Война — спектакль, разыгрываемый на телевидении для трёх разных аудиторий: американская, аудитория противника и остальной мир.
- Ведение как боевых действий, так и информационной войны.

## Вторжение

### Мотивы
11 сентября 2001 года Соединённые Штаты пережили теракт, унёсший жизни 2977 мирных граждан. По этой причине год спустя, в сентябре 2002 года, 43-й президент США Джордж Буш-младший обнародовал Стратегию национальной безопасности. Кроме распространения демократии Буш заявил о необходимости превентивных мер в борьбе с международным терроризмом и возможным применением оружия массового уничтожения:" Америка будет действовать против возникающих угроз, прежде чем они полностью сформируются".
Американское правительство увидело такую угрозу в Ираке.

### Информационное наступление
Осенью 2002 года политические лидеры США начали говорить по ТВ о необходимости начала кампании. Министр обороны Дональд Рамсфельд выступал на CBS, государственный секретарь Колин Пауэлл — на телеканале Fox, вице-президент США Дик Чейни — на NBC, советник по национальной безопасности Кондализа Райс — на CNN. 8 сентября в эфире утреннего шоу Райс заявила: «Мы не хотим, чтобы дымящийся пистолет превратился в ядерный гриб».
По версии правительства, Ирак закупил алюминиевые трубы, чтобы использовать их для добычи урана, необходимого для создания ядерного оружия.
Позже были приведены аргументы, доказывающие, что американские лидеры не обладали достаточной информацией, чтобы заявлять о столь активной разработке Ираком ОМУ, а алюминиевые трубы не подходят для заявленной цели.
20 марта 2003 года силы армии США и их союзников начали вторжение в Ирак.

## Освещение войны СМИ

### MTN
14 февраля 2004 года Штаты запустили проект «Ближневосточной телевизионной сети» (англ.  Middle-East Television Network), который возглавил Норманн Паттиз, член Совета управляющих радиовещанием США. Основная задача проекта — борьба с антиамериканскими настроениями, распространёнными во многих странах Востока в связи с войной в Ираке.
В рамках проекта была создана радиостанция SAWA, в Иордании сумевшая заинтересовать 35 % аудитории. Для сравнения, радиостанцию BBC в этой стране слушают около 5 % аудитории. Среди прочего, SAWA занималась подменой понятий, привычных мусульманскому миру, на европейские. Например, «мученическая смерть» заменялось на «самоубийство», строго запрещённое исламом.
Также начал вещание телеканал «Al-Hurra» (Свободный), ориентировавшийся на Ближний восток и страны Персидского залива. Финансировался Конгрессом США.

### Fox News
Предполагалось, что, как и в случае с войной в Персидском заливе, телеканал CNN станет самым популярным источником новостей, однако им стал Fox News.
Руперт Мёрдок, основывая в 1996 году Fox News Channel, заявил, что при освещении вопросов серьёзного политического спектра будет учитывать мнения обеих сторон конфликта, но после терактов 9/11 повестка канала изменилась. Например, во время войны в Афганистане (2001—2014) в январе 2002 года в эфире было сказано, что армия США сражается с «террористами-головорезами». Такой подход понравился аудитории, Fox продолжил движение в сторону патриотической подачи материала и, освещая войну в Ираке, вышел на пик.
Некоторые каналы начали перенимать методику компании Мёрдока. Это явление получило название «эффект Fox» (англ. the Fox effect).

### MSNBC
MSNBS принял аналогичную Fox концепцию, а их президент Эрик Соренсон заявил, что после атаки на Всемирный торговый центр страна нуждается в позитивной повестке. Однако критика и высказывания глав других каналов заставили Соренсона изменить стиль, который он сам назвал «автоматическим опросом правительства». Поэтому, чтобы «добавить политического равновесия», для ведения эфиров, посвящённых иракскому конфликту, были наняты телеведущий и бывший Член Палаты представителей США Джо Скарборо и скандальный журналист Майкл Сэвидж.

### The New York Times
Информация о ситуации на Ближнем востоке пользовалась популярностью у читателей газеты. Так, в первый месяц боевых действий 43 % материалов были посвящены именно освещению войны, причём 22 % из них опубликованы на первой полосе. 23 % носили антивоенный характер.